# Melina Kunkel
Melina Kunkel (1 juli 2006) is een voetbalspeelster uit Duitsland. Ze speelt als middenvelder voor SV Werder Bremen in de Bundesliga.

## Clubcarrière
Melina Kunkel is sinds haar zevende lid van SV Werder Bremen. Van 2020 tot 2023 maakte ze onderdeel uit van het B-Junioren Bundesliga. In 29 competitiewedstrijden maakte Kunkel 15 doelpunten in de Noord/Noordoost competitie van de B-Junioren Bundesliga.
In het seizoen 2022/23 stroomde Kunkel door naar het eerste elftal van SV Werder Bremen. Op 22 november 2022 liep Kunkel echter een kruisbandblessure waardoor Kunkel haar debuut moest uitstellen. Kunkel maakte uiteindelijk haar debuut op 16 september 2023 in een met 5-1 gewonnen thuiswedstrijd tegen 1. FC Nürnberg door in de 76ste minuut in te vallen voor Nina Lührßen. In een met 3-0 gewonnen thuiswedstrijd tegen 1. FC Köln maakte Kunkel haar eerste doelpunt in de Bundesliga. Ze zette in de blessuretijd de eindstand op het scorebord.

## Statistieken
| Seizoen | Club             | Competitie | Competitie | Competitie | Beker | Beker | Overig | Overig | Totaal | Totaal |
| Seizoen | Club             | Competitie | Wed.       | Dlp.       | Wed.  | Dlp.  | Wed.   | Dlp.   | Wed.   | Dlp.   |
| ------- | ---------------- | ---------- | ---------- | ---------- | ----- | ----- | ------ | ------ | ------ | ------ |
| 2022/23 | SV Werder Bremen | Bundesliga | 0          | 0          | 0     | 0     | 0      | 0      | 0      | 0      |
| 2023/24 | SV Werder Bremen | Bundesliga | 10         | 1          | 2     | 0     | 0      | 0      | 12     | 1      |
| Totaal  | Totaal           | Totaal     | 10         | 1          | 2     | 0     | 0      | 0      | 12     | 1      |

Bijgewerkt t/m 20 mei 2024.

## Interlandcarrière
Melina Kunkel maakte op 19 mei 2023 haar interlanddebuut voor Duitsland onder 16 in Basel tegen de leeftijdsgenoten van Zwitserland. Haar tweede interland speelde Kunkel op 11 juni 2022 tegen Nederland onder 16 in Nordhorn. Sinds 2023 maakt Kunkel onderdeel uit van de selectie van Duitsland.
1 Peng ·
3 Janzen ·
5 Ulbrich ·
6 Wichmann ·
8 Weiß ·
9 Weidauer ·
10 Mahmoud ·
11 Sternad ·
13 Walkling ·
14 Brandenburg ·
15 Sehan ·
16 Bernhardt ·
17 Dahl ·
18 Hausicke ·
19 Matheis ·
20 Meyer ·
21 Hahn ·
22 Dieckmann ·
23 Németh ·
27 Lührßen ·
28 Wirtz ·
29 Kunkel ·
31 Etzold ·
32 Pettersen ·
33 Pérez Jaramillo ·
37 Dahms ·
39 Behrens ·
Coach: Horsch